# Fedora (beklædning)
 Denne artikel omhandler hovedbeklædningen. Opslagsordet har også en anden betydning, se Fedora.
En fedora er en hovedbeklædning af filt, som er trykket i fronten. Den har typisk en langsgående fold på kronen, og har trykke på begge sider af spidsen, så er der er to fordybninger. Fedorahatte har typisk en krone på omkring 11 cm og en skygge på omkring 6,5 cm, men den kan være bredere.
Navnet "fedora" blev første gang i 1891, og kommer fra et teaterstykke fra 1882 af Victorien Sardou. Hovedpersonen, prinsesse Fédora, gik med en hat af denne type og lagde navn til hatten. Den blev meget populær og overgik den lignende hat homburgen.
I det 19. århundrede begyndte fedoraen at blive brugt af det finere borgerskab. 
I Hollywood-film fra 1940'erne brugte journalister, privatdetektiver og gangstere ofte en fedora.
I det tidlige 20. århundrede var fedoraen populær i byerne på grund af dens stil og dens evne til at beskytte mod vind og vejr. Populariteten resulterede i mange varianter, og fedoraen findes i næsten alle tænkelige farver med sort, grå og brun som de mest populære.
En årsag til, at fedoraen (og andre hatte som trilbyen og bowlerhatten) blev mindre populær i 1950'erne og 1960'erne, var, at påklædningen blev mere afslappet, og at bilerne blev mindre (lavere - der var ikke plads til hatten). Fedoraen har fået et comeback i  2000'erne, efter at rock- og popstjerner er begyndt at gå med hat.